# Lare (woreda)
Cet article concerne un district éthiopien. Pour les divinités romaines, voir Lares (mythologie).
Lare est un woreda de la zone Nuer dans la région Gambela, en Éthiopie.
Lare est bordé à l'est par le woreda spécial Itang et au sud par la zone Anuak. 
Du côté ouest, il est bordé par la rivière Baro qui le sépare du woreda Jikawo.
Au nord, il est bordé par la rivière Jikawo qui le sépare du Soudan du Sud avant de rejoindre le Baro.  
Il compte 31 406 habitants au recensement 2007. Sa seule localité urbaine, Kowerneng, a 6 549 habitants à la même date.
Avec une superficie de 685 km2[réf. souhaitée], la densité de population du woreda est de 46 personnes par km2 ce qui est supérieur à la moyenne de la zone.
En 2022, la population du woreda est estimée, par projection des taux de 2007, à 35 023 personnes.